# Sage Stallone
Sage Moonblood Stallone (* 5. Mai 1976 in Los Angeles, Kalifornien; † 13. Juli 2012 ebenda) war ein US-amerikanischer Schauspieler und Filmregisseur. Er war der Sohn von Sasha Czack und  Sylvester Stallone.

## Leben
Sein Schauspieldebüt gab Stallone an der Seite seines Vaters im Film Rocky V als Sohn des Boxers. Auch in Daylight stand er gemeinsam mit seinem Vater vor der Kamera. Seither war er als Schauspieler lediglich in Low-Budget Exploitation-Filmen zu sehen.
1996 gründete er mit Bob Murawski die Firma „Grindhouse Releasing“, die sich mit der Restaurierung und Konservierung von Exploitationfilmen beschäftigt. In den folgenden Jahren drehte Stallone zwei Filme als Regisseur. Der Kurzfilm Vic wurde 2006 beim Filmfestival in Palm Springs, Kalifornien, gezeigt.
Er war kurz mit Starlin Wright verheiratet. Die kinderlose Ehe wurde 2008 annulliert.
Sage Stallone wurde am 13. Juli 2012 von der Haushälterin tot in seiner Wohnung in Studio City gefunden, nachdem er sich schon mehrere Tage nicht mehr gemeldet hatte. Eine Autopsie ergab, dass Stallone an Herzversagen infolge von Arteriosklerose der Herzkranzgefäße gestorben war.

## Filmografie
Als Schauspieler
- 1990: Rocky V
- 1993: The Evil Inside Me
- 1996: Daylight
- 1997: American Hero
- 2002: Reflections of Evil
- 2003: The Manson Family
- 2005: Chaos
- 2006: Vic
- 2007: Moscow Zero
- 2008: Oliviero Rising
- 2010: Promises Written in Water
- 2010: The Agent
- 2011: The Rocky Saga: Going the Distance – TV-Biografie

Als Regisseur
- 2005: Alan Yates
- 2006: Vic